# Hundert Blumen
Hundert Blumen war eine deutschsprachige politische Alternativzeitschrift der Neuen sozialen Bewegung mit anarchistischer Tendenz, erschienen 1972 im Sozialistischen Zentrum Berlin.

## Geschichte
Die in unregelmäßigen Abständen erschienene Zeitschrift wurde vom Hundert-Blumen-Kollektiv (u. a. Helmut Höge, Sabine Körner, Paul Nellen, Ellen Kraft und Achmed Khammas) herausgegeben und trat die Nachfolge der eingestellten Publikationen Agit 883, Fizz, Linkeck und Charly Kaputt an (Hundert Blumen, Nr. 1). Der Zeitschriftentitel war frei nach den Worten von Mao Zedong († 1976) gewählt: „Lasst Hundert Blumen blühen, lasst hundert Schulen miteinander wetteifern“. Da dem Herausgeberkollektiv zufolge die Tendenzen in der linkspolitischen Szene Anfang der 1970er Jahre dogmatischer wurden, wollte es dem mit Hundert Blumen für die politischen Aktionen und einzelnen Aktivisten Kreativität, lustvolles Engagement und Spaß entgegensetzen, da sie der Meinung waren, dass Menschen sich nur dann an Aktionen beteiligen, „wenn das Mitmachen mehr Spaß macht als das Zuschauen“ (Hundert Blumen, Nr. 1). Eines der Motive des Redaktionskollektivs war: „Organisation ohne Emanzipation ist Konterrevolution“, eine in der undogmatisch-linken Sponti-Szene jener Jahre weit verbreitete Parole.
Ein intimer Kenner der Alternativpresse, Josef Wintjes, teilte in dem von ihm herausgegebenen Ulcus-Molle-Info-Dienst seinen Lesern mit, dass sich endlich mit Hundert Blumen junge Leute gefunden hatten, die mit Spaß, gut gelaunt und undogmatisch über politische Aktionen berichteten und dass das Blatt „neben Der Metzger das bedeutendste Agitationsforum unserer Leute“ sei.

## Hintergrund
Intern scheuten sich die Herausgeber und Autoren der Untergrund- und Alternativpresse nicht vor selbstkritischen Aussagen und Stellungnahmen. Urban Gwerder, Herausgeber der europäischen Untergrundzeitschrift Hotcha resümierte: „Die Alternativpresse präsentiert keine Endlösung und sie wird auch wieder verschwinden…. Sie kann es sich leisten unperfekt und kreativ zu sein, oder sich ständig zu ändern“. Der Autor Peter Paul Zahl stellte in einer Diskussion Fragen über die Alternativzeitschriften und die „Szene“: „Ist die Scene das gemütliche Fruchtwasser für Leute, die sich in literarischen Ersatzhandlungen erschöpfen, statt als kollektives Subjekt in den geschichtlichen Prozeß handelnd einzutreten? Ist Scene der Ort, wo sensible Middleclass−Bübchen ihre Neurosen abreagieren können?“ Die Stellungnahme von Josef Wintjes dazu: „Uns (die Alternativpresse) kriegen sie nicht in den Griff, weder die Germanisten noch der Verfassungsschutz. Denn wenn unsere Gegner erst einmal anfangen unsere Literatur zu vermarkten, zu katalogisieren, zu klassifizieren und in Kategorien einzuteilen versuchen, dann sind wir verloren“.

## Inhalt
Hundert Blumen, im Flattersatz und in buntgedruckter Schreibmaschinenschrift gedruckt, informierte über Hausbesetzungen, Geschlechtskrankheiten, politische Aktionen, Kommunen, Prozessberichte, Aktionen für Abtreibung, linkspolitische Subkulturen und andere Themen mehr. Die Nr. 3 brachte eine Sonderseite für „Schwule“, Nr. 5 eine Posterbeilage. Die Nr. 6 wiederum eine Sonderseite für Homosexuelle, Nr. 8 ein Nacktfoto von Germaine Greer sowie Kontaktadressen und die Nr. 9 ein Artikel über Chile sowie ein Essay über Schizophrenie.
Hundert Blumen war im November 1972 maßgeblich beteiligt an der Entstehung des ersten Frauenzentrums.
Die Zeitschrift erschien zum Preis von einer DM mit 10 Ausgaben von 1972 bis 1973 und 3 Sonderausgaben. Sonderdruck 1: Stellungnahme der Rote Armee Fraktion zu den Bombenattentaten; Sonderdruck 2: „Unsere Liebe zur Nordvietnamesin Yin“; Nr. 3: „Heraus zum 1. Mai“. In Hundert Blumen Nr. 1: „Wir sind überall“, war zu lesen, dass in der Zeitschrift nicht nur über politische Aktionen informiert wurde, sondern dass die Herausgeber sich an den Aktionen auch beteiligten. Es erschienen zwei Beilagen, ein Plakat in der Nr. 1 („Hundert Blumen Fest“) und ein Flugblatt der Volkshilfe sozialistisches Vietnam e.V. (in der Nr. 7).

## Nachweise